# یولیوش کادن-باندروفسکی
یولیوش کادن-باندروفسکی (لهستانی: Juliusz Kaden-Bandrowski؛ ‏ ۲۴ فوریهٔ ۱۸۸۵ – ۸ اوت ۱۹۴۴) مؤلف، روزنامه‌نگار، رمان‌نویس و نویسنده اهل لهستان بود. او مابین سال‌های ۱۹۳۳ تا ۱۹۳۹ میلادی، دبیرکل «آکادمی ادبیات لهستان» در جمهوری دوم لهستان بود.
از فیلم‌هایی که وی در آن‌ها نقش داشته‌است، می‌توان به بال‌های سیاه اشاره نمود.
او همچنین برندهٔ جوایزی همچون صلیب دلاوری و نشان افتخار تولد لهستان شده‌است.